# 1985 TW3
1985 TW3 är en asteroid i huvudbältet som upptäcktes den 11 oktober 1985 av den amerikanske astronomen T. F. Fric och Richard J. Gilbrech vid Palomar-observatoriet.
Asteroiden har en diameter på ungefär 5 kilometer.